# Protitame matilda
Protitame matilda là một loài bướm đêm trong họ Geometridae.